# ۷۰۳ (پیش از میلاد)
۷۰۳ (پیش از میلاد) ۷۰۳مین سال قبل از تقویم میلادی است.